# Jorge Ben Jor
Jorge Ben Jor (Rio de Janeiro, 22 marzo 1939) è un cantautore, compositore e musicista brasiliano.
Il suo vero nome è Jorge Duilio Lima Menezes. Ha firmato i suoi dischi col nome d'arte Jorge Ben fino al 1989, modificandolo poi in Jorge Ben Jor (scritto anche BenJor), per frenare l'incidente legale che attribuisce parte dei suoi diritti d'autore al cantante e chitarrista statunitense George Benson.
Il suo stile mescola ritmi tropicali, samba, bossa nova e funk, con testi che uniscono satira, humor e talvolta elementi esoterici.

## Biografia
Nel 1964 pubblica il suo primo disco Samba Esquema Novo, il cui singolo Mas, Que Nada! diviene la prima grande hit della storia del Brasile e che viene successivamente portata al successo internazionale da interpreti come Sergio Mendes e i Brazil '66, Ella Fitzgerald, Dizzy Gillespie e Al Jarreau.
Nel 1969 Jorge Ben pubblica il disco che porta il suo nome e che contiene i successi País Tropical e Charles, Anjo 45.
Negli anni settanta pubblica i suoi dischi più sperimentali, in particolare A Tábua de Esmeralda nel 1974, Solta o Pavão nel 1975 e África Brasil nel 1976. Questi tre album non riscuotono grande successo di pubblico, ma a tutt'oggi sono considerati dei classici della musica brasiliana.
Taj Mahal è stato un altro suo brano dal grande successo commerciale. La melodia si fece strada nella hit del 1979 Da Ya Think I'm Sexy? di Rod Stewart. Jorge Ben  citò in giudizio per plagio il cantate scozzese, che per risolvere la causa donò i diritti del singolo all'UNICEF.
Sul finire degli anni ottanta, la musica di Jorge Ben Jor (all'epoca del cambiamento del nome d'arte) diventa gradualmente più commerciale. In quel periodo collabora con Sérgio Mendes.
Tra i successivi brani fortunati di Jorge Ben Jor si possono ricordare Ponta de Lança Africano (Umbabarauma) (che parla del calcio, il suo sport preferito), la celeberrima Filho Maravilha (ispirata alla storia del calciatore Fio Maravilha), País Tropical, Chove Chuva, Que Maravilha (registrata con Toquinho), Oba, lá vem ela, Amante Amado e W/Brasil (Chama o Síndico).
In Italia, dove era già apparso in TV negli anni sessanta e in diversi concerti "ao vivo" negli anni settanta e ottanta, partecipò al Festival di Sanremo 1990 (in abbinamento con i Ricchi e Poveri) e suonò in un disco di Tullio De Piscopo.
Nel 2006 Mas, Que Nada! torna a scalare le classifiche internazionali, grazie a una versione fatta da Sérgio Mendes insieme ai Black Eyed Peas.

## Discografia parziale
- 1963 - Samba Esquema Novo
- 1964 - Sacundin Ben Samba
- 1964 - Ben é Samba Bom
- 1965 - Big-Ben
- 1967 - O bidú-Silêncio no Brooklin
- 1969 - Jorge Ben
- 1970 - Força Bruta
- 1971 - Negro é Lindo
- 1972 - Ben
- 1973 - 10 Anos Depois
- 1974 - A Tábua De Esmeralda
- 1975 - Solta o Pavão
- 1975 - Jorge Ben à l'Olympia
- 1975 - Gil e Jorge con Gilberto Gil 1975 - Dal vivo al Sistina  (CBS 81102)
- 1976 - África Brasil
- 1977 - Tropical
- 1978 - A Banda Do Zé Pretinho
- 1979 - Salve Simpatia
- 1980 - Alô, Alô, Como Vai?
- 1981 - Bem Vinda Amizade
- 1983 - Dadiva
- 1984 - Sonsual
- 1986 - Ben Brasil
- 1989 - Ben Jor
- 1992 - Live in Rio
- 1994 - 23
- 1995 - Homo Sapiens
- 1997 - Musicas Para Tocar em Elevador
- 2000 - Puro Suingue
- 2002 - Acústico MTV doppio CD
- 2004 - Reactivus Amor Est
- 2007 - Recuerdos de Assunción 443
- 2008 - Favourites: From Samba Esquema Novo 1963 – África Brasil 1976